# The White Lotus
The White Lotus és una sèrie de televisió antològica de comèdia negra estatunidenca creada per Mike White per a HBO que s'estrenà l'11 de juliol de 2021. La sèrie segueix les aventures dels hostes i el personal durant una setmana que passen en una cadena hotelera de luxe fictícia anomenada "The White Lotus". Cada temporada presenta un repartiment diferent, on només Jennifer Coolidge, Natasha Rothwell i Jon Gries són els únics actors que apareixen en més d'una temporada. La primera temporada es va rodar i ambientar a Hawaii, la segona a Sicília i la tercera a Tailàndia.
*The White Lotus* va rebre l'aprovació l'octubre de 2020 com a minisèrie, però HBO va adaptar-la a una sèrie antològica l'agost de 2021: la segona temporada es va emetre del 30 d'octubre a l'11 de desembre de 2022, i la tercera temporada del 16 de febrer al 6 d'abril de 2025, i es va retardar degut a la vaga del Gremi de Guionistes d'Amèrica del 2023. La sèrie està renovada per una quarta temporada. Està disponible a Max al mateix temps que l'emissió lineal.
La sèrie ha estat aclamada per la crítica pel seu guió, actuació, personatges, humor i valors de producció i ha rebut diversos reconeixements: ha guanyat quinze premis Primetime Emmy, inclòs el de millor sèrie limitada o antològica, i dos Globus d'Or, inclòs el de millor sèrie limitada o antològica o pel·lícula per a televisió. Coolidge va guanyar diversos premis per la seva actuació a les dues primeres temporades, incloent-hi dos Primetime Emmys i un Globus d'Or, i Murray Bartlett també va guanyar un Emmy per la seva actuació a la primera temporada, mentre que White va guanyar tres Emmys pel seu guió, direcció i producció.

## Sinopsi
Cada temporada està ambientada en un hotel turístic White Lotus diferent i és majoritàriament independent, amb alguns personatges que tornen. Cada temporada explica la història dels hostes i el personal durant una setmana al White Lotus, les interaccions dels quals es veuen afectades per les seves diverses disfuncions psicosocials. Dia a dia, una complexitat més fosca emergeix poc a poc en els treballadors de l'hotel, els seus hostes rics i el mateix lloc idíl·lic.

## Repartiment
Cada temporada de The White Lotus presenta un repartiment diferent, i només els tres actors següents apareixen en més d'una temporada:
- Jennifer Coolidge com a Tanya McQuoid (temporades 1–2)
- Natasha Rothwell com a Belinda Lindsey (temporades 1, 3)
- Jon Gries com a Greg Hunt / "Gary" (temporades 2-3,[1][2] temporada recurrent 1)[3]

### Temporada 1
- Murray Bartlett com a Armond
- Connie Britton com a Nicole Mossbacher
- Alexandra Daddario com a Rachel Patton
- Fred Hechinger com a Quinn Mossbacher
- Jake Lacy com a Shane Patton
- Brittany O'Grady com a Paula
- Natasha Rothwell com a Belinda Lindsey
- Sydney Sweeney com a Olivia Mossbacher
- Steve Zahn com a Mark Mossbacher
- Molly Shannon com a Kitty Patton

### Temporada 2
- F. Murray Abraham com a Bert Di Grasso
- Adam DiMarco com a Albie Di Grasso
- Meghann Fahy com a Daphne Sullivan
- Beatrice Grannò com a Mia
- Tom Hollander com a Quentin
- Sabrina Impacciatore com a Valentina
- Michael Imperioli com a Dominic Di Grasso
- Theo James com a Cameron Sullivan
- Aubrey Plaza com a Harper Spiller
- Haley Lu Richardson com a Portia
- Will Sharpe com a Ethan Spiller
- Simona Tabasco com a Lucia Greco
- Leo Woodall com a Jack

### Temporada 3
- Leslie Bibb com a Kate Bohr
- Carrie Coon com a Laurie Duffy
- Walton Goggins com a Rick Hatchett
- Sarah Catherine Hook com a Piper Ratliff
- Jason Isaacs com a Timothy Ratliff
- Lalisa Manobal com a Mook
- Michelle Monaghan com a Jaclyn Lemon
- Sam Nivola com a Lochlan Ratliff
- Lek Patravadi com a Sritala Hollinger
- Parker Posey com a Victoria Ratliff
- Natasha Rothwell com a Belinda Lindsey
- Patrick Schwarzenegger com a Saxon Ratliff
- Tayme Thapthimthong com a Gaitok
- Aimee Lou Wood com a Chelsea
- Sam Rockwell com a Frank
- Scott Glenn com a Jim Hollinger

## Episodis
| Temporada | Temporada | Episodis | Episodis | Dates d’emissió      | Dates d’emissió        |
| Temporada | Temporada | Episodis | Episodis | Primera emissió      | Última emissió         |
| --------- | --------- | -------- | -------- | -------------------- | ---------------------- |
|           | 1         | 6        | 6        | 11 de juliol de 2021 | 15 d'agost de 2021     |
|           | 2         | 7        | 7        | 30 d'octubre de 2022 | 11 de desembre de 2022 |
|           | 3         | 8        | 8        | 16 de febrer de 2025 | 6 d'abril de 2025      |

## Producció

### Desenvolupament
El desenvolupament de la sèrie s'inicià després dels confinaments per la COVID-19 del 2020, quan Casey Bloys, el cap de programació d'HBO, va demanar a Mike White si tenia idees per a una sèrie que es pogués rodar en un entorn de bombolla en condicions de confinament.
La idea de la sèrie es va "inspirar en part" en la feina de White en una sèrie proposada abans que mai fou acceptada per cap cadena: The Tears of St. Patsy, que hauria presentat Jennifer Coolidge "com una actriu frustrada que navega per un món perillós".
El problema d'inici que va afrontar White fou on ambientar i rodar la sèrie. A White no li agradava anar a un estudi de la vall de San Fernando per rodar Enlightened (2011–2013) i volia portar el seu proper projecte d'HBO a llocs exòtics.
La primera idea era Austràlia, però els visats de treball de vuit setmanes de duració (els més llargs disponibles al 2020) no eren suficients per rodar tota una temporada. La segona idea fou Hawaii. En aquell moment, Four Seasons Hotels and Resorts era l'únic operador hoteler de l'estat de Hawaii disposat a permetre que HBO es fes càrrec d'una propietat hotelera de luxe durant 13 setmanes per rodar una nova sèrie de televisió amb un argument desconegut. Els guions no estaven finalitzats, i en aquell moment tot el que l'equip de producció disposava era un "primer episodi anodí". Però la sèrie prometia aportar diners a l'hotel, cosa que era preferible a romandre tancat durant la pandèmia de la COVID-19.
A l'inici, "no hi havia diners per fer la sèrie", així que els productors van decidir dotar-la d'un repartiment coral on "tothom és tractat igual", cobra el mateix i rep "ordre alfabètic". Tots els actors (independentment de la seva importància) havien de participar en audicions per als seus papers a la sèrie, però fent-se per separat i sense proves de química. El repartiment ha de confiar en els instints de càsting de White i fer que funcioni quan finalment es coneguin en un complex turístic Four Seasons. Tots els membres habituals del repartiment treballen "a gran escala" —segons sembla, aproximadament 40.000 dòlars per episodi— i aquesta regla "no és negociable". Els productors sabien que alguns actors no podien acceptar aquestes condicions i "no podien retreure-ho a la gent que necessita guanyar-se la vida", però imposar aquest sistema des del principi i continuar-lo en temporades posteriors va permetre als productors centrar-se en la contractació de "persones que volen fer el projecte per les raons correctes".
Des d'aleshores, la sèrie ha canviat d'emplaçament i d'actors cada temporada, amb molt poca continuïtat entre elles a part dels elements bàsics de la sèrie: "una sàtira social i un misteri d'assassinat" que sempre està ambientada en un complex turístic White Lotus i sempre s'inicia amb un cadàver no identificat. El tema recurrent és el to "semisatíric" de White, però cada temporada ha estat radicalment diferent de les anteriors, cosa que ha obligat "els fans a transferir la seva lleialtat a un programa gairebé completament nou". Abans de l'inici de la producció de cada temporada, White s'allotjava al complex Four Seasons corresponent per fer recerca i escriure els guions d'aquella temporada.
El 19 d'octubre de 2020, HBO va fer una comanda de sèrie limitada a The White Lotus que constava de sis episodis. La sèrie va ser creada, escrita i dirigida per White, que també és productor executiu juntament amb David Bernad i Nick Hall.
El 10 d'agost de 2021, HBO renovà la sèrie per a una segona temporada, que va constar de set capítols.
El 18 de novembre de 2022, HBO va renovar la sèrie per a una tercera temporada. Es va anunciar que la temporada tindria lloc en un complex turístic de Tailàndia. La producció de la tercera temporada fou aturada degut a la vaga del Gremi de Guionistes d'Amèrica del 2023, cosa que provocà que el llançament s'ajornés fins al 2025. La història d'aquella temporada originalment havia d'incloure la breu menció d'un personatge que tenia un fill no binari, però això es va aturar posteriorment a causa d'un "canvi de rumb" polític que coincidia amb l'elecció del president Donald Trump el novembre de 2024. White digué a més que "moltes coses que s'han acabat tallant" de cada capítol. Tal com estava escrit i filmat, els talls inicials duraven aproximadament una hora i 40 minuts. Havia de ser "dur amb el material", accelerar el ritme de la narrativa i reduir la durada dels capítols a uns 60 minuts, tot i que encara estaven "plens" de punts argumentals.
Durant el rodatge a Tailàndia, White proposà una quarta temporada durant un sopar a Phuket a Bloys, ara president i director executiu de HBO, i a Francesca Orsi, vicepresidenta executiva de programació dramàtica.
El 22 de gener de 2025, abans de l'estrena de la tercera temporada, HBO renovà la sèrie per a una quarta temporada. Al febrer, Orsi va dir que començaven a cercar ubicacions per a la quarta temporada i va indicar que era "possible" un retorn a Europa.

### Càsting
Després de l'anunci de la comanda de la sèrie limitada, Murray Bartlett, Connie Britton, Jennifer Coolidge, Alexandra Daddario, Fred Hechinger, Jake Lacy, Brittany O'Grady, Natasha Rothwell, Sydney Sweeney i Steve Zahn van ser elegits per protagonitzar-la. El 30 d'octubre de 2020, Molly Shannon, Jon Gries, Jolene Purdy, Kekoa Kekumano i Lukas Gage s'uniren al repartiment en rols recurrents.
Després de la renovació de la segona temporada, HBO anuncià que un repartiment de personatges predominantment nou es centraria en una altra propietat de White Lotus, tot i que Mike White digué que hi havia la possibilitat que alguns membres del repartiment de la primera temporada tornessin com els seus personatges. El 15 d'octubre de 2021, s'anuncià que Coolidge tornaria per a la segona temporada. El gener de 2022, es va confirmar que Michael Imperioli, Aubrey Plaza, F. Murray Abraham, Adam DiMarco, Tom Hollander i Haley Lu Richardson protagonitzarien la segona temporada. El febrer de 2022, Theo James, Meghann Fahy, Will Sharpe i Leo Woodall s'uniren al repartiment de la temporada i a al març de 2022, Beatrice Grannò, Sabrina Impacciatore i Simona Tabasco.
Després de la renovació de la tercera temporada, els productors digueren que es faria un nou repartiment de personatges en un nou complex turístic de White Lotus. A l'abril de 2023,  s'informà que Rothwell tornaria amb el seu paper de Belinda. El gener de 2024 Leslie Bibb, Jason Isaacs, Michelle Monaghan, Parker Posey, Dom Hetrakul, Tayme Thapthimthong, Carrie Coon, Miloš Biković, Christian Friedel, Morgana O'Reilly, Lek Patravadi, Shalini Peiris, Walton Goggins, Sarah Catherine Hook, Sam Nivola, Patrick Schwarzenegger, Aimee Lou Wood, Francesca Corney, Nicholas Duvernay i Arnas Fedaravičius s'unien al repartiment. Biković fou descartat degut al seu presumpte suport a la invasió russa d'Ucraïna, i fou substituït per Julian Kostov. Al febrer de 2024, Scott Glenn i Lalisa Manobal foren escollits. i al març de 2024, Charlotte Le Bon s'incorporà al repartiment per substituir Corney en una nova tria.

### Filmació
La sèrie es roda principalment a les ubicacions dels hotels i resorts Four Seasons.

### Música
El compositor xilè-canadenc Cristóbal Tapia de Veer fou contractat per White per fer la música de la primera temporada. Per a la segona temporada, Tapia de Veer va col·laborar amb el seu mànager, Kim Neundorf, per finalitzar les composicions originals degut als seus problemes d'agenda. La cantant Stephanie Osorio fou la veu. Tapia de Veer va tornar per a la tercera temporada, però més tard va anunciar que no tornaria per a temporades posteriors a causa de diferències creatives.

## Crítica

#### Temporada 1
La web de ressenyes Rotten Tomatoes informà d'una taxa d'aprovació del 90% per a la primera temporada de The White Lotus basada en 97 ressenyes de crítics, amb una puntuació mitja de 8,4/10. El consens dels crítics diu: "Tot i que les seves veritables intencions poden ser una mica tèrboles, les vistes precioses, el drama sinuós i un repartiment perfecte fan de The White Lotus una destinació de visionat atractiva, encara que incòmoda". A Metacritic, la temporada té una puntuació de 82/100 basada en 39 crítics.

#### Temporada 2
Per a la segona temporada, Rotten Tomatoes reportà una aprovació del 94% amb una puntuació mitjana de 8,2/10, basada en 123 crítiques. El consens dels crítics diu: "Intercanviant els seus ornaments tropicals per l'elegància europea mentre se centra principalment en la influència corrosiva del desig carnal, The White Lotus continua sent una galeta plena d'arsènic que entra suaument". A Metacritic, la temporada té una puntuació de 81/100 basada en 40 crítics.

#### Temporada 3
Per a la tercera temporada, Rotten Tomatoes va reportar una aprovació del 86% amb una puntuació mitjana de 7,7/10, basada en 181 crítiques. El consens dels crítics diu: "Més fosca i pacient amb la seva narrativa que les temporades anteriors, tot i que branda un nou i magnífic conjunt ple d'actuacions àcides, la tercera temporada The White Lotus ofereix un respir espiritual que esquinça l'ànima". A Metacritic, la temporada té una puntuació de 77/100 basada en 44 crítics.

## Premis
La primera temporada va rebre 11 nominacions als 74è Premis Primetime Emmy en les categories de sèries limitades. També fou nominada a nou premis Primetime Creative Arts Emmy en vuit categories, guanyant-ne cinc. La sèrie va vèncer el major nombre de premis Emmy en ambdues cerimònies, incloent-hi el de millor sèrie limitada o antològica, Murray Bartlett al premi Primetime Emmy al millor actor secundari, Jennifer Coolidge a la millor actriu secundària i Mike White tant per direcció com per guió destacat . Connie Britton, Alexandra Daddario, Jake Lacy, Natasha Rothwell, Sydney Sweeney i Steve Zahn també van rebre nominacions a millor actuació.
La segona temporada va rebre 12 nominacions als 75a edició dels Premis Primetime Emmy en cinc categories i 11 nominacions als Premis Primetime Creative Arts Emmy en 10 categories, passant de sèrie limitada a sèrie dramàtica. Guanyà quatre premis als Creative Arts Emmy. Als Primetime Emmys, Coolidge va vèncer a la millor actriu secundària. Altres nominacions van incloure Millor Sèrie Dramàtica; F. Murray Abraham, Michael Imperioli, Theo James i Will Sharpe com a Millor Actor Secundari; Meghann Fahy, Sabrina Impacciatore, Aubrey Plaza i Simona Tabasco com a Millor Actriu Secundària; i White per Millor Direcció i Millor Guió per l'episodi " Arrivederci ".
La sèrie fou inclosa a la llista dels deu millors programes de l'any dels premis de l'American Film Institute per al 2021 i el 2022. Altres nominacions inclouen tres premis Critics' Choice Television (guanyant-los tots), cinc premis Globus d'Or (guanyant-ne dos), i un premi People's Choice.